# Campeonato Mundial de Aviões de Papel de 2006
O Campeonato Mundial de Aviões de Papel de 2006 (nome original: Red Bull Paper Wings 2006) foi a primeira edição do Campeonato Mundial de Aviões de Papel.
A competição foi realizada no dia 6 de maio de 2006, no Hangar-7, em Salzburgo. 117 estudantes universitários de 49 países disputaram o torneio.
A sul-africana Nomfundo Ngcobo foi a única mulher a participar do torneio.
Entre os jurados, estavam o presidente da Paper Aircraft Association, Andy Chipling, e o engenheiro de aviação e recordista mundial em tempo de voo de avião de papel Ken Blackburn.

## Medalhistas
| Evento        | Ouro            | Ouro          | Prata           | Prata     | Bronze           | Bronze    |
| Distância     | Jovica Kozlica  | 54.43 m       | Rodrigo Cota    |           | Bojan Dundovic   |           |
| Tempo de voo  | Diniz Nunes     | 11,5 segundos | Eduardo Colocho |           | Tommaso Bonato   |           |
| Acrobacia     | Sagi Volniansky | 56 pontos     | Peter Lozek     |           | Rodrigo Miyamoto |           |
| Melhor Equipe | Holanda         | 101 pontos    | Líbano          | 93 pontos | Grécia           | 90 pontos |